# Pavlína Bonapartová
Paulina Bonapartová (Maria Paola Buonaparte; 20. října 1780 Ajaccio – 9. června 1825 Florencie) byla první suverénní vévodkyní z Guastally v Itálii, francouzskou císařskou princeznou a sňatkem kněžnou ze Sulmony a Rossana. Narodila se jako šesté dítě Laetitie Ramolino a Carla Buonaparta, korsického reprezentanta na dvoře francouzského krále Ludvíka XVI. Její starší bratr Napoleon se stal prvním francouzským císařem. Provdala se za Charlese Leclerca, manželství skončilo v roce 1802 jeho smrtí. Později se znovu provdala za Camilla Borghese, 6. knížete ze Sulomny. Její jediné dítě, syn Dermide z prvního manželství, zemřelo v dětství. Byla jediná ze všech sourozenců Napoleona Bonaparta, která ho navštívila v jeho exilu na Elbě.

## Raný život
Maria Paola Buonaparte, šesté dítě Laetitie Ramolino a Carla Buonaparta, korsického reprezentanta na dvoře francouzského krále Ludvíka XVI., se narodila 20. října 1780 v Ajacciu na Korsice. Obecně byla známá jako "Paoletta" a rodina brzy přijala francouzský pravopis příjmení, Bonaparte. Údajně byla oblíbenou Napoleonovou sestrou. O jejím dětství je známo málo, zřejmě neobdržela žádné formální vzdělání. Po Carlově smrti v roce 1785 byla rodina uvržena do chudoby.
Její bratr Lucien Bonaparte pronesl v létě 1793 pobuřující komentáře na místní jakobínské pobočce, což rodinu donutilo prchnout na pevninu. Tam se stala dívka známá jako "Paulette". Příjmy, které Bonapartovi získali ze svých vinic a dalších hospodářství na Korsice, přerušilo britské obsazení ostrova v roce 1794. Ekonomická situace rodiny se tak zhoršila, že se ženy Bonapartové údajně uchýlily k praní prádla za peníze. Bez ohledu na to rodina dostala, stejně jako ostatní francouzští uprchlíci z Korsiky, příjem od francouzské vlády. Z místa jejich vylodění v Toulonu se přestěhovali do Marseille, kde Pavlínu její starší bratr generál Napoleon seznámil s prokonzulem Louisem-Marie Stanislasem Fréronem. Zamýšlel si Pavlínu vzít, ale matka Laetitia odmítla. Napoleon ji navzdory její lásce k prokonzulovi 14. června 1797 ve Francií okupovaném Miláně provdal za generála Charlese Leclerca. Napoleon se vrátil do Paříže a delegoval úřad vrchního velitele francouzské armády v Itálii na svého švagra. 20. dubna 1798 Pavlína porodila syna Dermida. Na oslavu jeho narození generál Leclerc získal nemovitost u Novellary v hodnotě 160 000 francouzských franků. Špatný zdravotní stav donutil Leclercav říjnu téhož roku k rezignaci na svůj vojenský post; byl přeložen do Paříže. Leclerc byl po příjezdu znovu přeložen, tentokrát do Bretaně. Pavlína zůstala s Dermidem v Paříži. Laure Junot - budoucí vévodkyně z Abrantès - a její matka přivítaly Pavlínu v jejich salónu na rue Saint-Croix. V listopadu 1799 se Napoleon při Brumairovu převratu chopil moci: sesadil Direktorium a prohlásil se prvním konzulem.

## Saint-Domingue
Saint-Domingue bylo francouzskou kolonií od roku 1697, ale od roku 1791 bylo ve vzpouře proti Francii. Napoleon tam chtěl obnovit francouzskou autoritu a tak zorganizoval výpravu. Do jejího čela postavil generála Leclerca a jmenoval ho generálním guvernérem ostrova. Leclerc, Dermide a Pavlína se nalodili 14. prosince 1801 v Brestu. Leclercova flotila čítala celkem 74 lodí. Guvernérova rodina obsadila vlajkovou loď l'Océan. Po pětačtyřiceti dnech cesty flotila dorazila do přístavu Le Cap. Generální guvernér nařídil generálu Christophovi, který velel síle 5 000 vojáků, aby donutil Le Cap k vzdání se francouzské armádě. Poté, co všechny pokusy o smír selhaly, zaútočil Leclerc pod rouškou tmy na město. Christophe odpověděl tím, že srovnal Le Cap se zemí. Pavlína mezitím zůstala na palubě vlajkové lodi s jejich synem. Podle Leclercova dopisu Napoleonovi z 5. března „katastrofální události, uprostřed kterých se [Pavlína] ocitla, ji vyčerpávaly tak, že onemocněla.“ Leclercovi se v květnu podařilo docílit kapitulace vůdce rebelů, Toussainta Louverture.
Oslavy však utlumil příchod sezóny žluté zimnice: 25 generálů a 25 000 vojáků na ni zemřelo. Leclerc původně zaručoval, že otroctví, zrušené jakobínskou republikou v roce 1794, zůstane zakázáno; obyvatelé však v červenci zachytili jeho znovuobnovení v další francouzské kolonii, sousední Guadeloupe. Francouzská vláda odstranila otroctví v květnu. V důsledku toho domorodí obyvatelé Saint-Domingue naplánovali na 16. září povstání. Černí vojáci v Leclercově armádě přeběhli ke svým starým velitelům a generální guvernér měl pouhé 2 000 mužů proti 10 000 rebelů. Leclerc z obavy o Pavlíninu bezpečnost vydal výslovné rozkazy seržantovi Jacquesu de Norvinovi, aby okamžitě odvezl Pavlínu ze Saint-Domingue, ale tato opatření se ukázala jako zbytečná, když Leclerc povstalce porazil.
Podnebí si vybíralo svou daň na Pavlínině zdraví. Nemohla už chodit a byla nucena uléhat na několik hodin denně do „lehací polohy“. Našla si však ča na své četné milence, včetně několika vojáků svého manžela, a vybudovat si reputaci „bakchanálské promiskuity“.
Leclerc se v srpnu pokusil přesvědčit Pavlínu, aby se vrátila do Paříže. Souhlasila pod podmínkou, že "[Leclerc]...dá mi 100 000 franků." Když generální guvernér odmítl, rozhodla se zůstat v Saint-Domingue; pozorovala, že na rozdíl od Paříže: "Tady vládnu jako Josefína [Napoleonova manželka]; zastávám první místo."
Aby se zabydlela, sestavila sbírku místní flóry a založila zvěřinec obývaný původními zvířaty.
22. října 1802 Leclerc onemocněl. Lékař z vojenské nemocnice v Le Cap mu diagnostikoval horečku „způsobenou tělesnými a duševními potížemi, které generál [Leclerc] utrpěl“. Autorka životopisů Flora Fraserová věří, že jeho příznaky byly v souladu s příznaky žluté zimnice. Zemřel 1. listopadu. O sedm dní později byli Pavlína, Dermide a ostatky Leclerca narychlo převezeni zpět do pevninské Francie.

## Kněžna Borghese

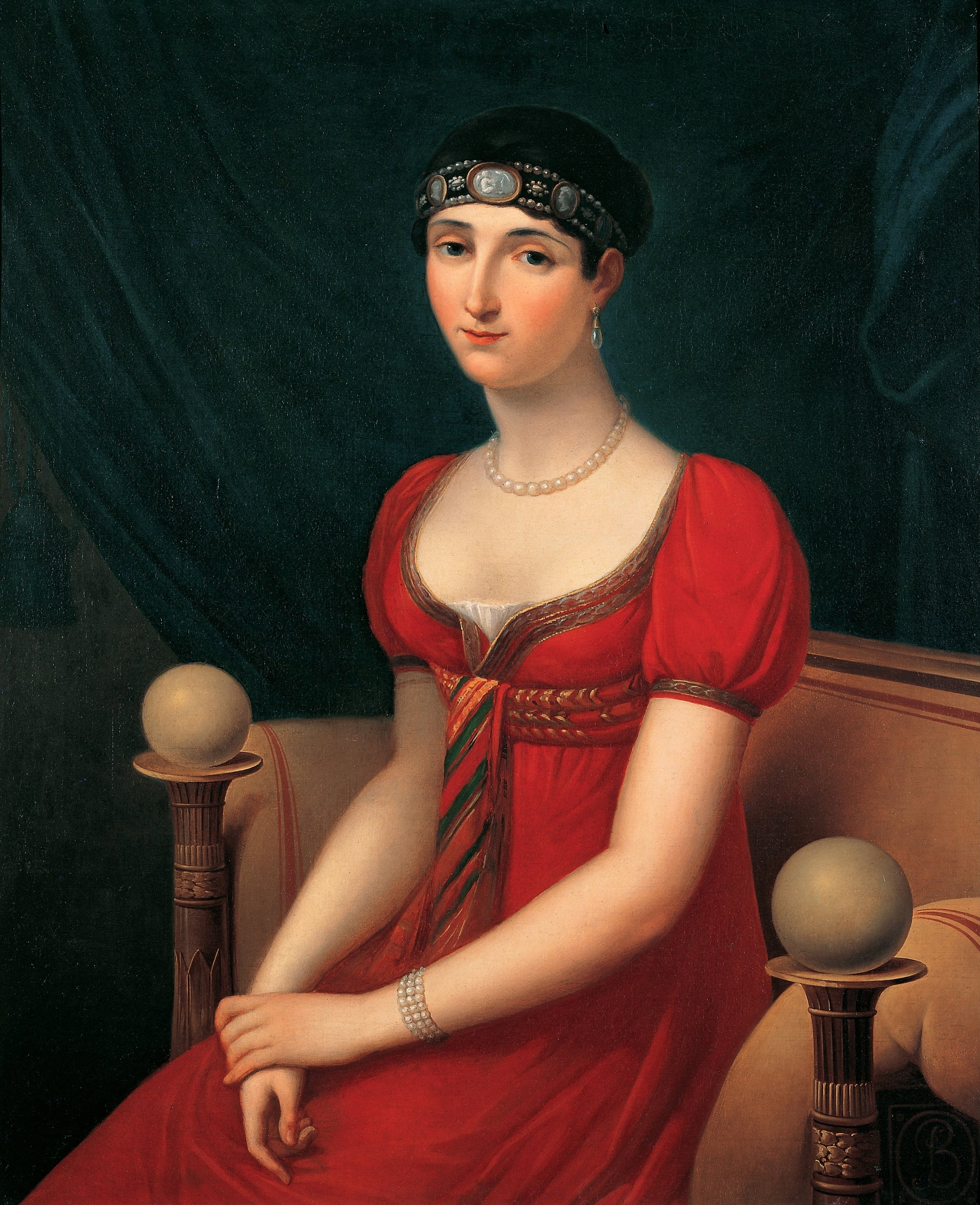
Portrét od Françoise Kinsona, 1808

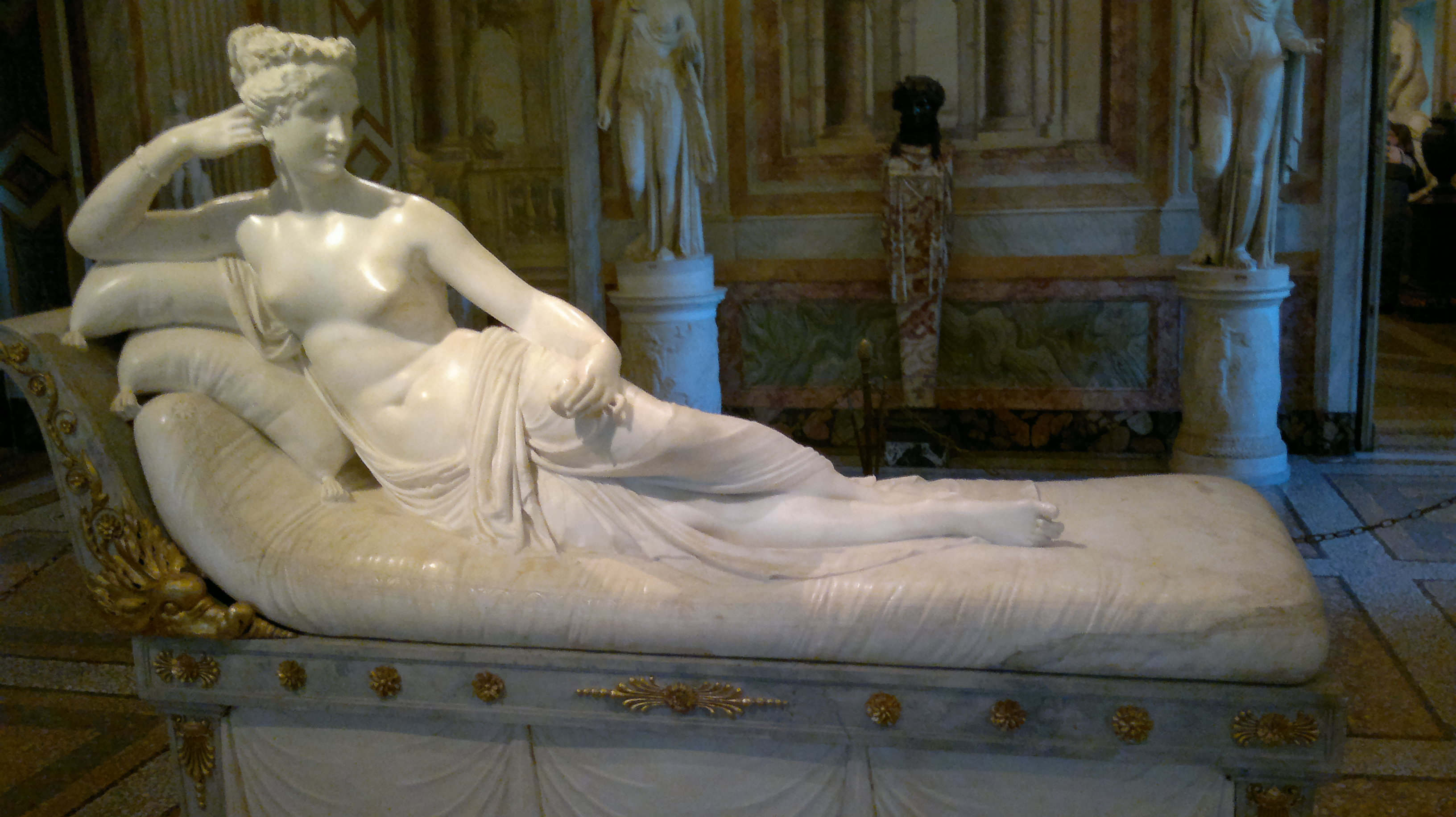
Venus Victrix (Canova) podle Pavlíny Bonapartové

Pavlína přijela do Toulonského zálivu dne 1. ledna 1803. Téhož dne napsala Napoleonovi: "Přivezla jsem s sebou ostatky mého ubohého Leclerca. Škoda chudinky Pavlíny, která je opravdu nešťastná."
11. února dorazila do hlavního města, kde Napoleon zařídil, aby se ubytovala u jejich bratra Josefa. Pařížské pověsti říkaly, že získala zlato a šperky od domorodých obyvatel v Saint-Domingue a přinesla poklad zpět v Leclercově sarkofágu, ale nebylo tomu tak. Po Leclercovi zdědila 700 000 franků likvidního kapitálu a aktiv.
Pavlína, unavená životem s Josefem, se rozhodla získat Hôtel Charost od vévodkyně, které patřil. Svěřila se příteli, že ji „nudil“ kodex smutku nastíněný v občanském zákoníku prvního konzula, což ji přimělo stáhnout se z pařížské společnosti, která ji před jejím působením v Saint-Domingue měla ve svém středu. Napoleon si nepřál, aby zůstala vdovou dlouho; neúspěšně se ji pokusil zasnoubit s vévodou z Lodi a místoprezidentem Napoleonské republiky Itálie, Francescem Melzi d'Eril. Vyslanec Pia VII., Giovanni Battista Caprara, navrhl římského šlechtice Camilla Borghese, 6. knížete ze Sulmony. První konzul věřil, že spojení by mohlo konsolidovat vztahy mezi Francií a okupovanou Itálií, kde panovala nevraživost vůči agresorovi. To ji v kombinaci s tlakem jejích bratrů Josefa a Luciena přimělo, aby si knížete vzala. Manželská smlouva přinesla Camillovi věno 500 000 franků; Paulině přinesla šperky v hodnotě 300 000 franků a právo používat diamanty rodiny Borghese. 28. srpna 1803 je oddal Caprara, ale bez vědomí Napoleona, který si kvůli smutečnímu protokolu svatbu v listopadu. Po odhalení Pavlínina podvodu odmítl Napoleon uznat její nový titul: "Prosím pochopte, madame, že tam, kde jsem, není žádná kněžna." V listopadu se konal civilní obřad k potvrzení sňatku. Pavlína však pokračovala ve svých mimomanželských aférách, včetně románku s houslistou Niccolò Paganinim.
Pavlína, Camillo a Dermide dorazili 14. listopadu do Říma. Pavlína, dychtivá naučit se, jak se chovat v římské společnosti, obdržela lekce ve vystupování a tanci. Životopisec William Carlton tvrdí, že Pavlína – menší šlechtišna z Korsiky – by nikdy neuzavřela tak výhodný sňatek, kdyby nebylo Napoleonova politického věhlasu. Pavlínino počáteční přátelství s Camillem se brzy změnilo v nechuť. Její syn Dermide, vždy jemné dítě, zemřel 14. srpna 1804 ve vile Aldobrandini ve Frascati po prudké horečce a křečích. O tři roky později, v roce 1807, byly jeho ostatky přemístěny vedle ostatků jeho otce v parku zámku Montgobert.

## Po Napoleonově pádu
V roce 1806 udělal Napoleon ze své sestry suverénní kněžnu a vévodkyni Guastally; brzy však vévodství prodala za 6 milionů franků Parmě a ponechala si jen titul kněžny z Guastally. Pavlína upadla do dočasné nemilosti u svého bratra kvůli svému nepřátelství k jeho druhé manželce, císařovně Marii Luise, ale když Napoleonovo štěstí selhalo, ukázala se Pavlína loajálnější než kterýkoli z jeho ostatních sourozenců.
Po Napoleonově pádu se Pavlína zbavila veškerého svého majetku a přestěhovala se na Elbu, přičemž všechny peníze použila ke zlepšení Napoleonova stavu. Jako jediná ze sourozenců navštívila Napoleona během jeho exilu na Elbě. Její dům v Paříži, Hôtel de Charost, byl prodán britské vládě a využíván vévodou z Wellingtonu jako jeho oficiální sídlo během jeho vlády jako britského vyslance ve Francii.
Po bitvě u Waterloo se Pavlína přestěhovala do Říma, kde si užívala ochranu papeže Pia VII., stejně jako její matka Laetitia a ostatní členové rodiny Bonaparte. Pavlína žila ve vile u Porta Pia, zvané po ní vila Paolina, vyzdobené v egyptském stylu, který upřednostňovala. Její manžel Camillo se přestěhoval do Florencie, aby se od ní distancoval a měl desetiletý vztah s milenkou, ale i tak Pavlína přesvědčila papeže, aby přesvědčil knížete, aby se k ní vrátil jen tři měsíce před její smrtí na plicní tuberkulózu v Palazzo Borghese.

## Zdraví
Pavlína měla po celý život křehké zdraví, pravděpodobně kvůli salpingitidě. Zemřela 9. června 1825 ve věku 44 let v Palazzo Borghese, jako příčina smrti byl uváděn „nádor na žaludku“, ale mohla to být plicní tuberkulóza.